# Bundesstelle für die Positivprädikatisierung von Computer- und Konsolenspielen
Die Bundesstelle für die Positivprädikatisierung von Computer- und Konsolenspielen, abgekürzt BuPP, ist eine Einrichtung des österreichischen Bundesministeriums für Arbeit, Familie und Jugend.

## Aufgabenfeld
Nach eigenen Angaben liefert die BuPP „Informationen zu empfehlenswerten Computerspielen und empfehlenswerten Games für Konsolen und mobile Geräte (Smartphones, Tablets), um Eltern und pädagogisch Tätigen eine Orientierungshilfe bei der Auswahl zu bieten.“ Ergänzend zum europaweit gültigen PEGI-System zur Alterseinstufung zeichnet die BuPP regelmäßig pädagogisch „besonders empfehlenswerte“ Spiele aus. Auf der Webseite ist eine Liste mit allen empfohlenen Spielen einsehbar, wobei gezielt nach Kategorien – zum Beispiel Spielen für „jüngere Spielende“ oder Spielen zum „Denken, Rätseln, Schaffen“ – gesucht werden kann. Ausgezeichnete Spiele werden stets mit einem kurzen Spielbeschreibung, einigen Screenshots sowie einer explizit auch pädagogische Gesichtspunkte berücksichtigenden Pro- und Kontra-Liste vorgestellt.

## Geschichte
Die BuPP besteht in ihrer aktuellen Form seit 2005. Die Wurzel reichen zurück bis zu einer Fachtagung „Jugend und Computer“ im Jahr 1994. Dort diskutierten Experten im Kontext der in Deutschland kurz zuvor erfolgten bundesweiten Beschlagnahme des Spiels Wolfenstein 3D Konzepte der Bundesprüfstelle für jugendgefährdende Schriften und verglichen diese mit anderen vorstellbaren Strategien. Ergebnis der Auseinandersetzung war die Empfehlung an die Politik, „den Fokus auf die Strategien der Positivprädikatisierung und der Medienkompetenzförderung zu legen und diese systematisch weiterzuverfolgen.“

## Bewertung
Die Arbeit der BuPP, das Herausstellen und Empfehlen von pädagogisch wertvollen Videospielen, wird als „entgegengesetzter Weg“ zur in Deutschland üblichen Praxis „bestimmte Titel zu verbieten, zu beschränken oder in letzter Konsequenz zu indizieren“ wahrgenommen.